# Photedes fluxa
Photedes fluxa là một loài bướm đêm trong họ Noctuidae.

## Hình ảnh

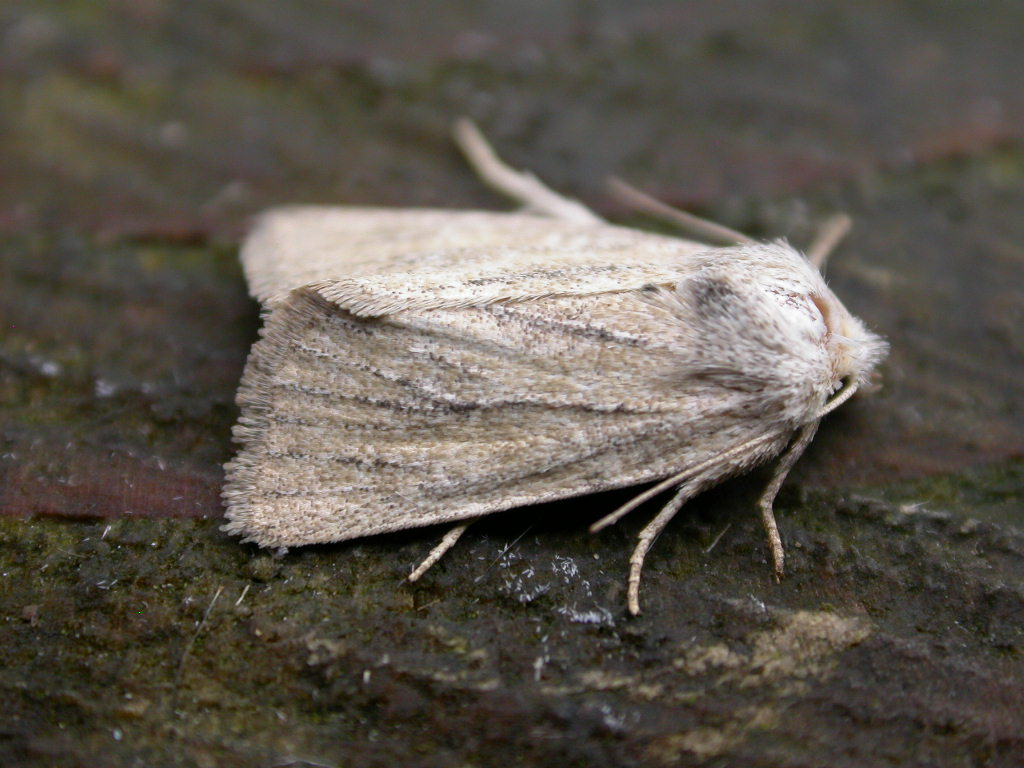
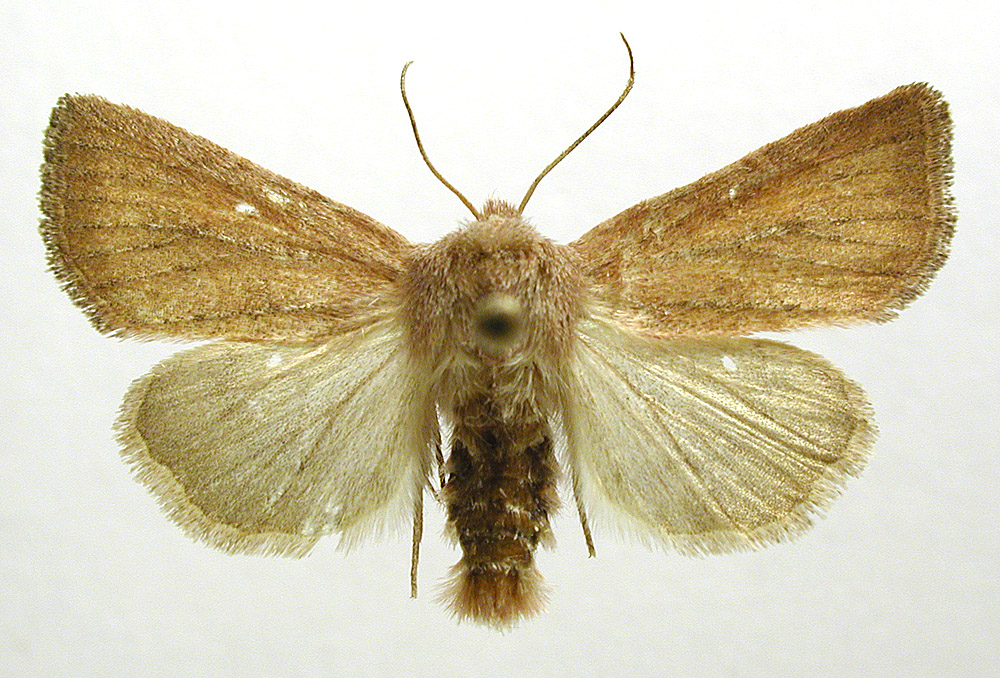
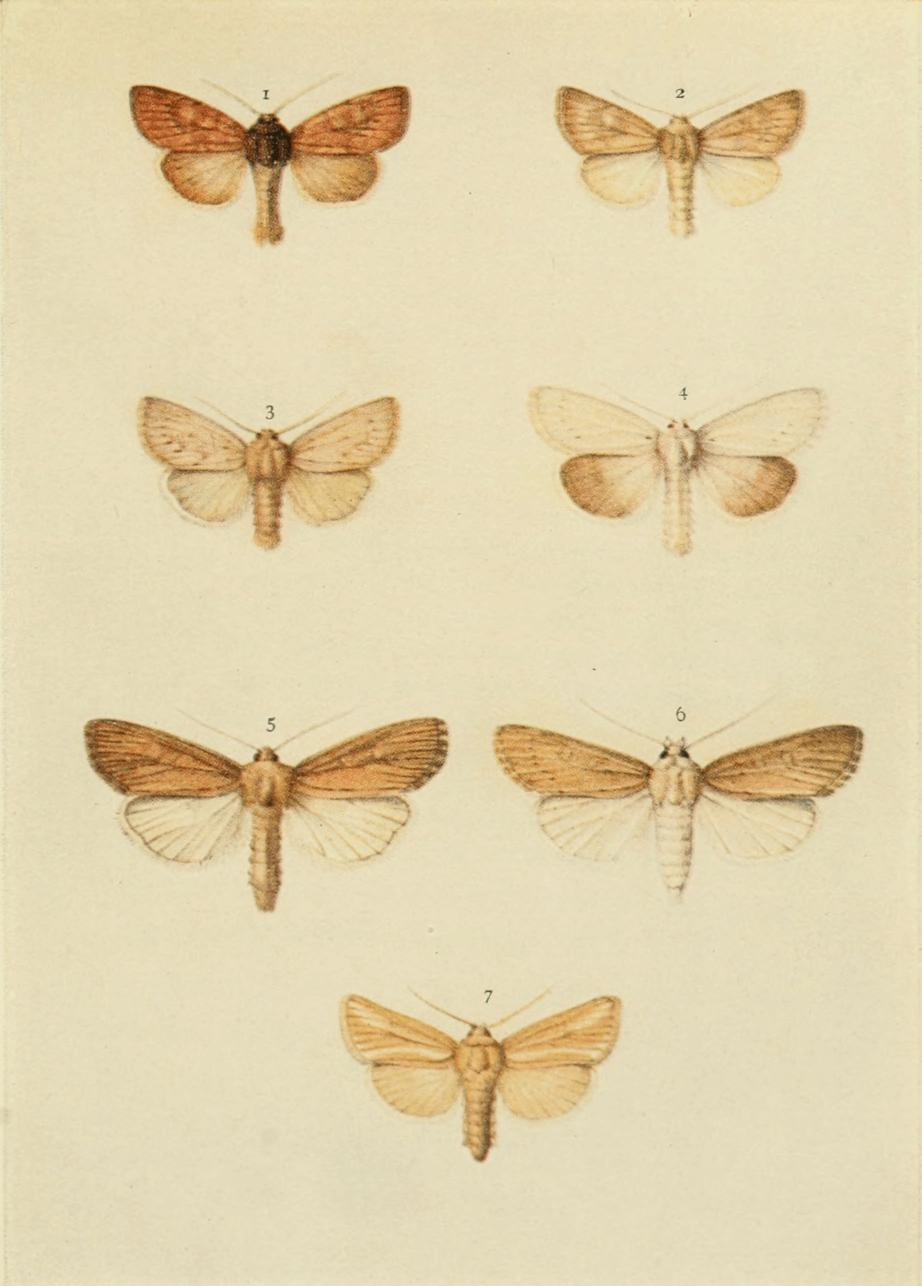